# Loge Hiram Abiff
Loge Hiram Abiff is een vrijmetselaarsloge in Den Haag opgericht in 1886, vallende onder het Grootoosten der Nederlanden.

## Geschiedenis

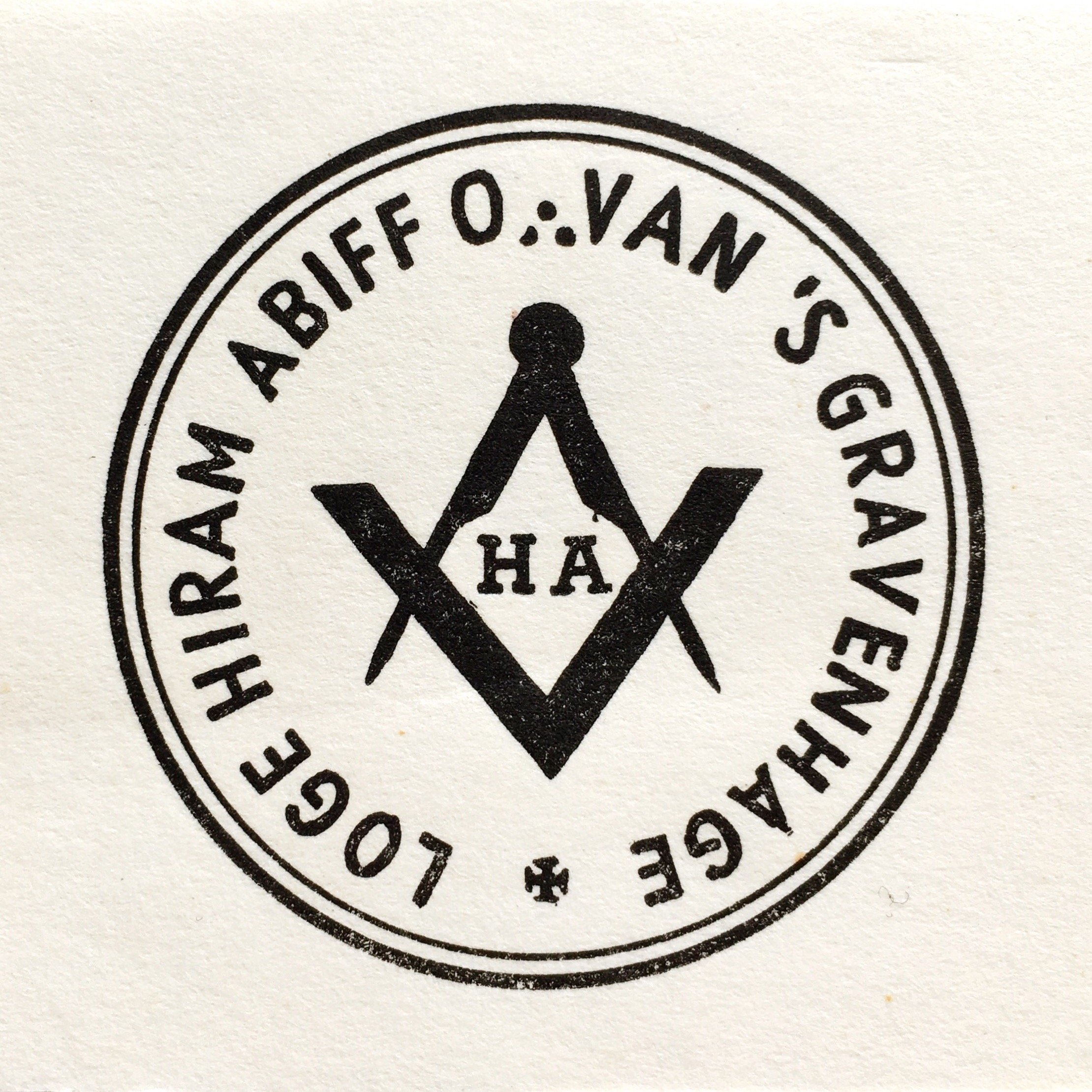
Een andere stempel gebruikt door de loge

Het op 25 oktober 1885 gedateerde verzoek om een nieuwe loge te stichten werd gedaan door D. Maarschalk, N.B. Donkersloot, J. Kips, J.J. Schluiter, Th.F. Schill, C.A.M. van Vliet, Ch.F. Rijken, A. Croiset van der Kop, M.Th.H. Perelaer, J.H. de Groot, H.A.F. de Vogel en G.D. Birnie. Deze loge is een afsplitsing van de eveneens in Den Haag werkende Loge ‘L’Union Royale’, toen deze te groot werd. De constitutiebrief is gedateerd 20 juni 1886. De loge werd geïnstalleerd op 29 januari 1887.
Vrijmetselarij · Beginselen · Geschiedenis · Symbolen · Vrijmetselaarsloge · Ordegrondwet · Obediëntie · Regulariteit en irregulariteit · Ritus · Graden · Grootmeester · Gemengde vrijmetselarij · Para-vrijmetselarij · Antivrijmetselarij · Vrijmetselarij in Nederland · Vrijmetselarij in België
>>> Meer info op Portaal:Vrijmetselarij <<<